# Черпак Микола Петрович
Микола Петрович Черпак (1924, село Кінські Роздори Пологівського району, тепер Запорізької області — після 1985, місто Київ) — радянський діяч органів державної безпеки, генерал-майор, начальник Управління КДБ по Львівській області.

## Життєпис
З вересня 1941 року — в Червоній армії. Служив старшим писарем 85-го окремого гвардійського саперного батальйону 74-ї гвардійської стрілецької дивізії. Учасник німецько-радянської війни, воював на Південному, Сталінградському, 3-му Українському фронтах. Член ВКП(б) з 1943 року.
Навчався в Московскому військово-інженерному училищі.
Потім — на відповідальній роботі в органах державної безпеки СРСР. На 1972 рік — начальник оперативного підрозділу КДБ при РМ УРСР. 
У серпні 1978 — 29 грудня 1983 року — начальник Управління КДБ УРСР по Львівській області.
Потім — у відставці, на пенсії в Києві.
Помер у Києві. Похований на Лук'янівському військовому цвинтарі.

## Звання
- гвардії молодший лейтенант
- підполковник
- полковник
- генерал-майор

## Нагороди
- орден Червоної Зірки
- медаль «За відвагу» (13.01.1944)
- медаль «За оборону Сталінграда» (22.12.1942)
- медаль «За перемогу над Німеччиною у Великій Вітчизняній війні 1941—1945 рр.» (1945)
- медалі